# بیع موجل
کلاً از نظر فقه و حقوق خصوصی به ۴ نوع بیع، مؤجل گویند. حال هر کدام از آن‌ها را می‌توان در یک تقسیم‌بندی خاص جای داد ولی به هر حال به صورت کلی و عام این ۴ نوع را در شمول این تعریف منعکس می‌سازد.
- بیع سَلَف یا سَلَم: تسلیم مبیع مؤجل و ثمن مبیع نقد است. ماده ۳۶۴ قانون مدنی
- بیع نقد و نسیه: ثمن مبیع حال و بیع نقد ولی مدتی برای تسلیم مبیع ذکر نشده و مؤجل و معلق است. ماده ۳۴۴ قانون مدنی
- بیع نسیه به صورت اخص: مبیع برای تسلیم حال ولی ثمن مبیع برای تسلیم و الزام برای التزام به پرداخت مؤجل است. ماده ۴۰۸ قانون مدنی و رجوع شود به کتاب مفتاح الکرامه ص۴۲۶ و۴۲۷ - جواد عاملی
- بیع کالی به کالی: مبیع و ثمن مبیع هر دو مؤجل است. کلاً چنین بیعی در فقه امامیه به دلیل آنکه در منشأ منعقد نشده است، باطل است.

در این نوع از بیع، تفاسیر مختلفی شده لیکن بررسی منابع فقه و حقوق موید این مطلب است که در فقه شیعه تنها بیعی کالی به کالی و باطل است که دین بودن ثمن و مثمن تا قبل از عقد و هنگام ایجاب و قبول سرایت نماید وگرنه دلیلی برای بطلان بیع کالی به کالی به این شکل که ثمن و مثمن کلی و مؤجل باشند وجود ندارد.